# Алди-Бельська культура
51°47′00″ пн. ш. 94°45′00″ сх. д. / 51.783333° пн. ш. 94.75° сх. д.
Алди-Бельська культура — один з етапів розвитку Уюцької культури залізної доби скіфо-сибірських кочівників в Туві на півдні Сибіру,  археологічні пам'ятки датовані VIII — VI століттями до Р.Х. 

Пам'ятки Алди-Бельської культури були виявлені А. Д. Грачом та І. Ю. Самбу і опубліковані в 1971. Культура названа на честь місця розташування кургану Алди-Бель I. У межах Алди-Бельської культури виявлено понад 30 курганних поховальних комплексів.
Культура межувала з кочовою пазирицькою культурою на Алтаї.
Пам'ятники алди-бельської культури синхронні і багато в чому схожі з пам'ятками майемирської культури Алтайського краю та тасмолинської культури Центрального Казахстану. Географічне поширення охоплює правий берег Єнісею на південь від хребта Уюк, річку Хемчик, вглиб Саянського каньйону і Західний Саян. Типологічно пам'ятники суміжні з аналогічними курганними похованнями в різних районах Туви.
Д. Г. Савінов припускає, що наприкінці VIII — початку VII ст до Р. Х. представники Алди-Бельської культури входили до складу аржанського племінного союзу, що утворив алди-бельську культуру, на чолі з правлячою династією. 
Аржанський царський курган розташований в районі на південь від хребта Уюк і з'єднаний перевалами з основним ареалом алди-бельської культури. 
Після розпаду аржанського племінного союзу представники Алди-Бельської культури тривалий час зберігали свою незалежність, принаймні протягом VIII — VI століть до Р.Х., але через особливості їх соціальної організації у них не виникло елітного правлячої верстви, подібної до аржанців.

## Курганні поховання
Алди-Бельська культура відома своїми курганами — округлими або овальними з валунів або уламків скель з більшими каменями в основі, від 8 до 12 м у поперечнику та в середньому за 1 м заввишки, згруповані попарно або іноді по три, розташовані поруч один з одним уздовж осі північ-південь.
Як правило, у кургані є кілька поховань, до семи і більше: центральне поховання в ящику з масивних кам’яних плит, інші могили молодших людей і дітей у менших кам’яних або дерев’яних ящиках з боків, крім східної сторони. Могили вкриті кам'яними плитами.

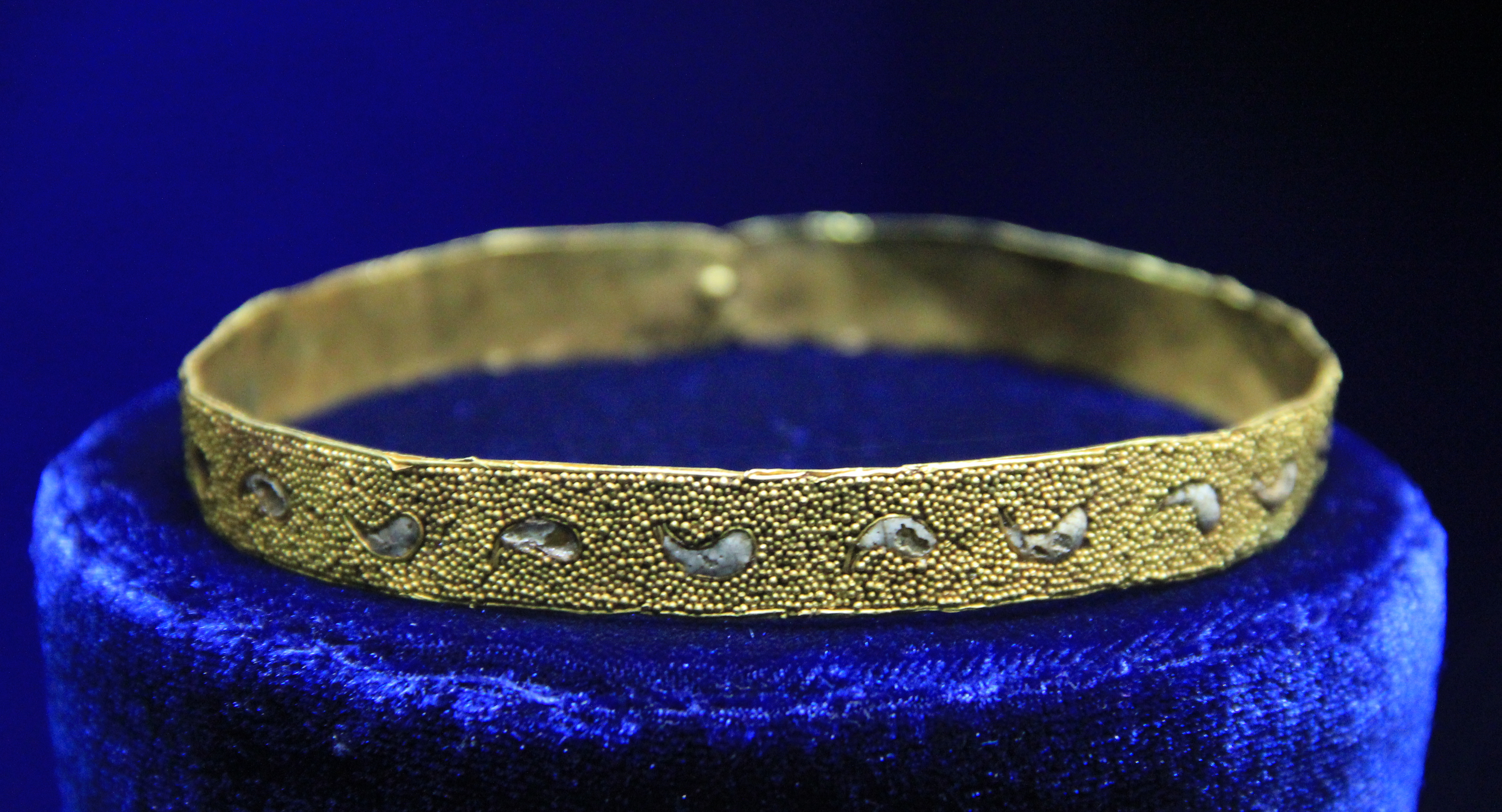
Золотий браслет Аржан-2, Національний музей Туви. Курган Аржан 2 (7-6 ст. до н. е.), споріднений з алди-бельською культурою.

Кургани містять змішані типи могил, зі зрубами, кам'яними ящиками та землянками. Поховання переважно одиночні. Поховані покладені в скорченому положенні, переважно на лівому боці. Основне поховання орієнтоване головою на захід, інші можуть дещо відхилятися залежно від розташування в кургані. Характерною рисою є розміщення кінської збруї збоку від центральної могильної ями, але на відміну від пам’яток аржанського періоду супутніх кінських поховань, як правило, немає.
У Туві також відомі так звані «вусаті кургани» з кам'яними вигинами, найхарактерніші для ранніх кочівників Казахстану. Кам'яні споруди зі сферичними вершинами на кінцях «вусів» в Казахстані аналогічні накладним спорудам Алди-Бель в Туві. Деякі непорушені кургани містять in situ добре збережені огорожі та оленячі камені з чудовим супутнім комплексом артефактів, подібних до інших пам’яток на Алтаї, що також зближує пам’ятники Алди-Беля з Тасмолінською культурою у центральному Казахстані.

## Мистецтво
Мистецтво Алді-Бел зображує тварин навшпиньках і композиції з переплетених фігур у вигляді «таємничої картини». Мистецький комплекс Алди-Бель численний і різноманітний, найхарактерніший для ранньоскіфського часу, що відображає дуже стійку культурну традицію.  Серед таких мистецьких рис можна відзначити знаки типу копит, які сягають раннього скіфського часу та зустрічаються в культурах кочівників Середньої Азії, Центрального Казахстану та культури Алди-Бель.

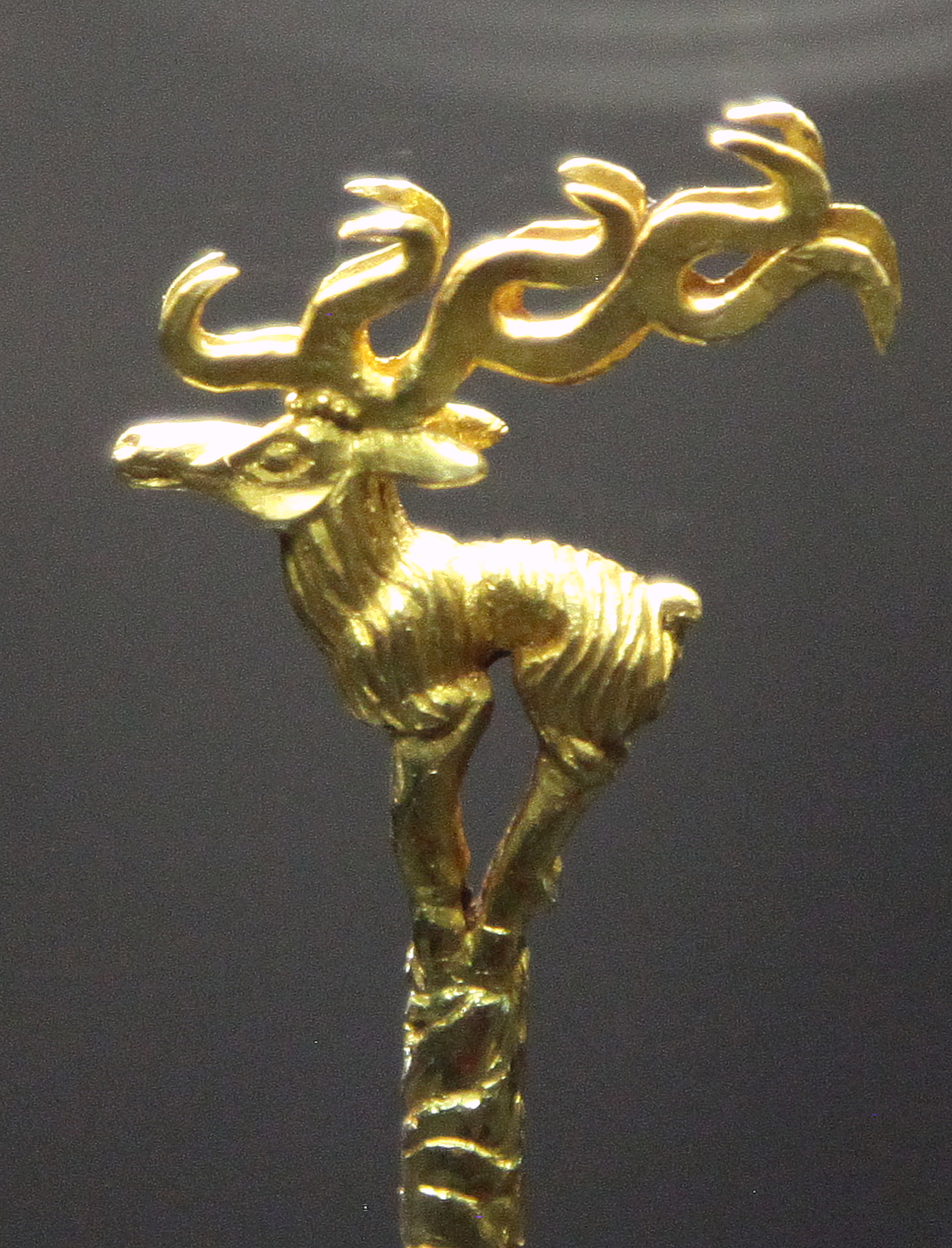
«Звіриний стиль» олень, (VII — VI ст. до Р. Х.) Тува.
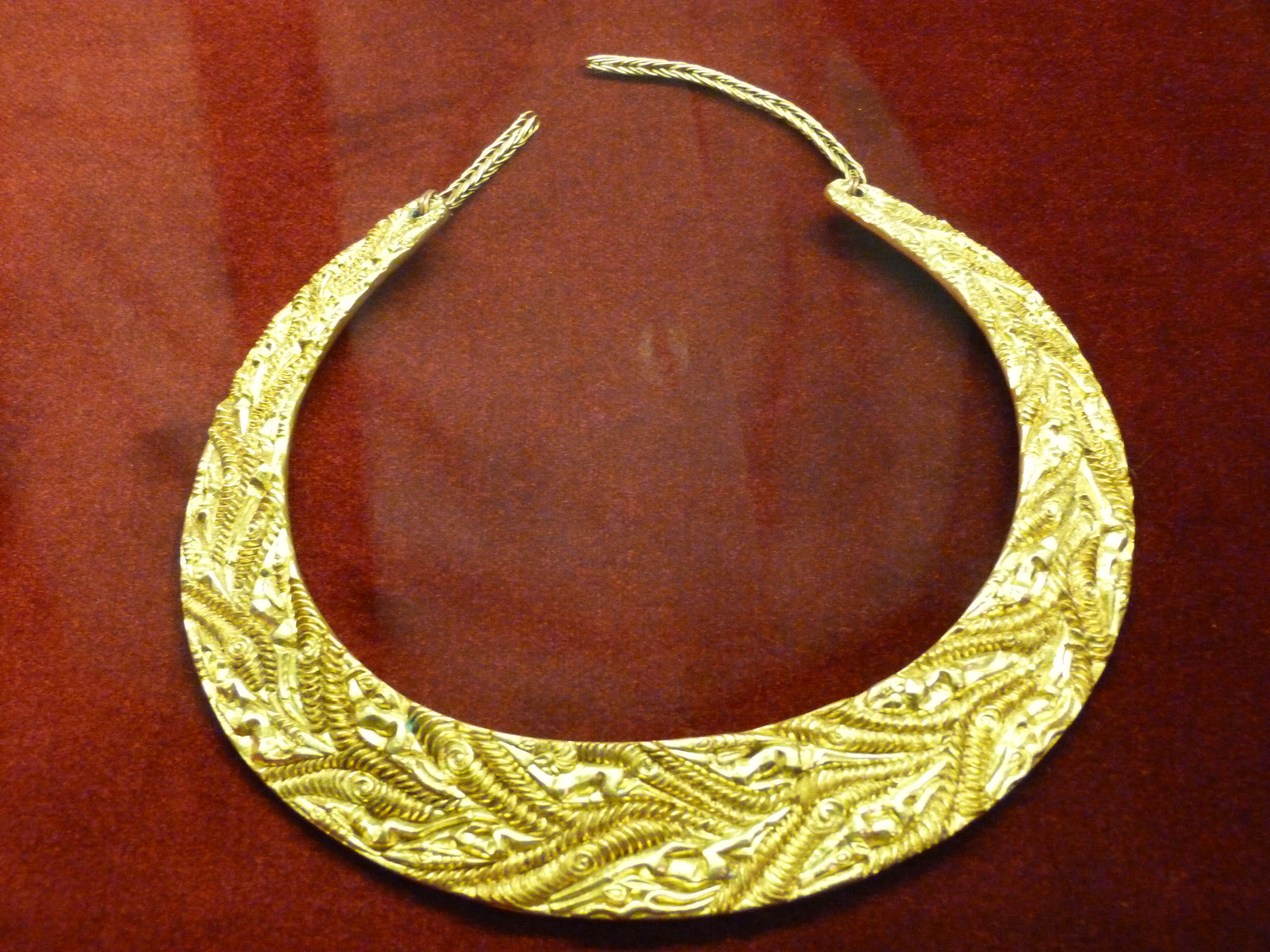
Пектораль з кургану Аржан (VII — VI ст. до Р. Х.) Тува.
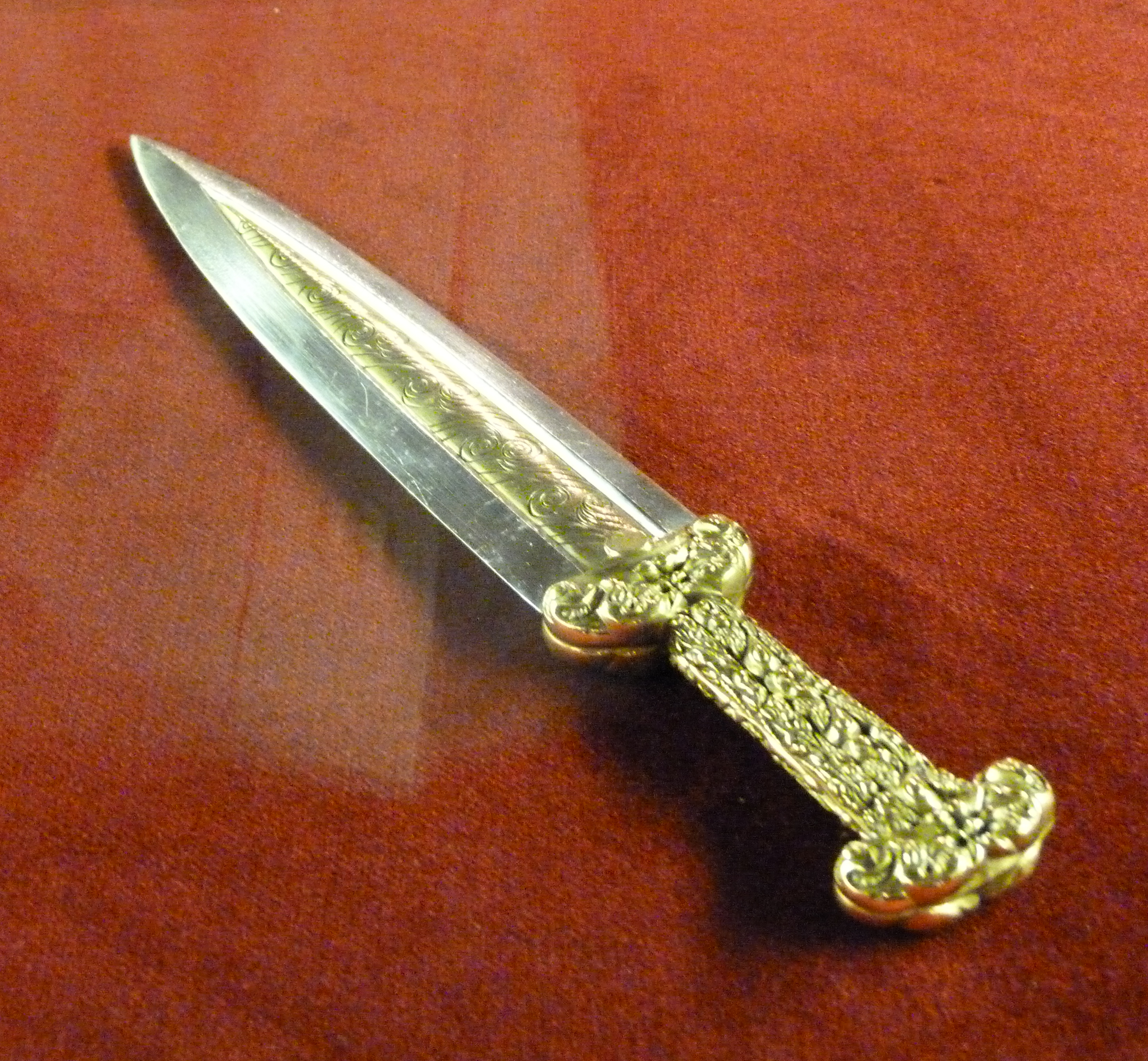
Акінак (кинджал) курган Аржан (VII — VI ст. до Р. Х.) Тува.
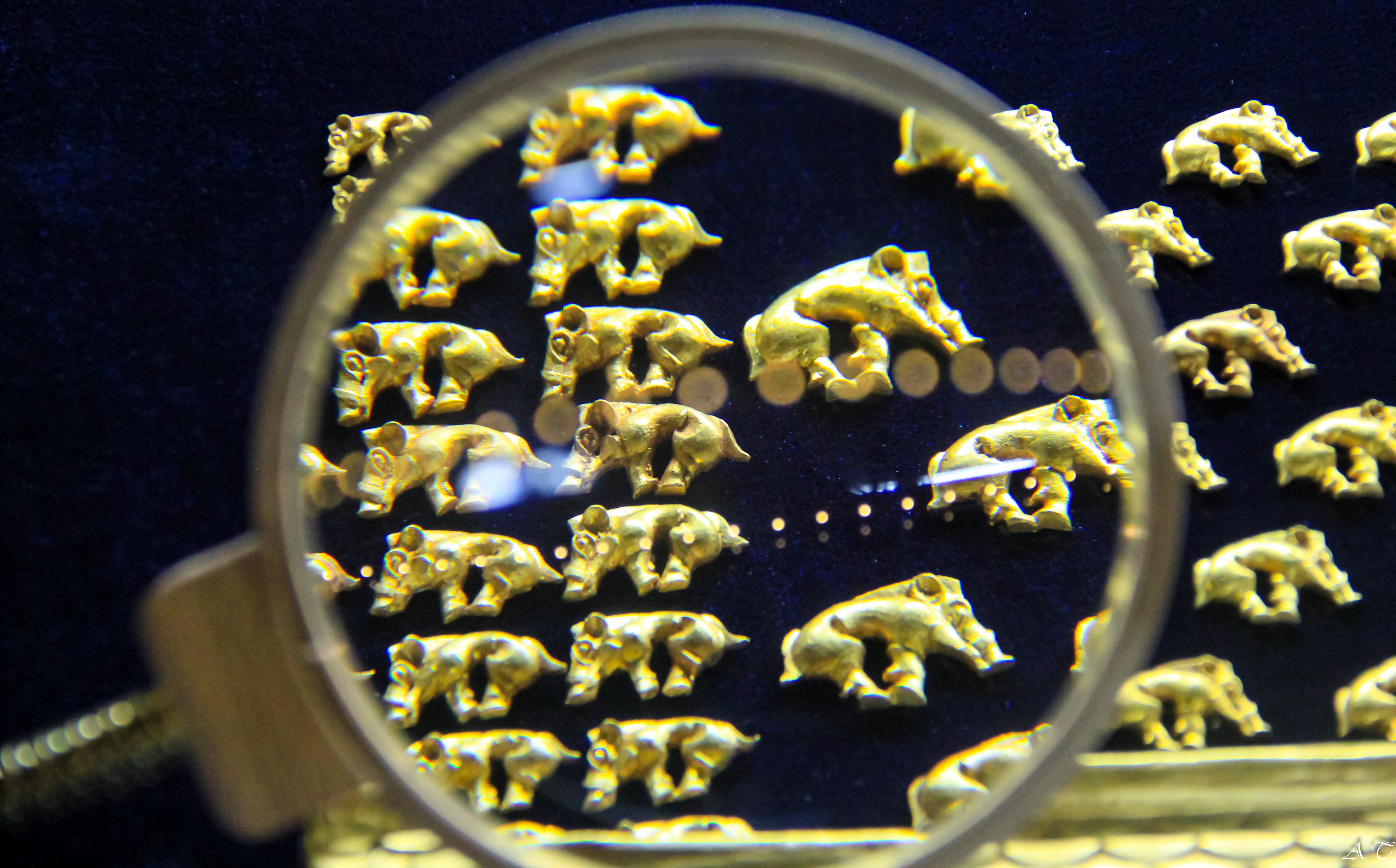
Золоті кабани Аржан-2, Національний музей Туви.

## Генетика
У 2019 році генетичне дослідження останків культури Алди-Бель було опубліковано в Human Genetics. 
Автори визначили батьківські гаплогрупи 16 чоловіків Aldy Bel. 9 із 16 зразків (56,25%) виявилися носіями західноєвразійської гаплогрупи R1a, а 7 зразків (43,75%) належали до східноєвразійських гаплогруп Q-L54 і N-M231.
Автори також проаналізували материнські гаплогрупи 26 останків сибірських скіфів з Аржана. 50% останків мали східноєвразійську гаплогрупу, включаючи C, D, F і G, тоді як 50 % мали західноєвразійську гаплогрупу H, U або T. На відміну від батьківської лінії, материнська лінія була надзвичайно різноманітною. Найпоширенішими лініями були варіанти гаплогрупи C4.
Між східними скіфами та західними скіфами Причерноморського степу виявлено суттєві генетичні відмінності. 
Схоже, що ці дві групи мали абсолютно різне батьківське походження, між ними майже не було потоку батьківських генів. З іншого боку, є вагомі докази спільної материнської ДНК між скіфськими культурами, що вказує на материнський генний потік зі Східної Євразії до Західної Євразії.
Генетичне дослідження останків припустило, що приблизно 60% скіфів Алди-Бель мали західноєвразійське походження та 40% східноєвразійське походження.

## Населення
Популяція Алди-Бель була досліджена краніологічно, одонтологічно та генетично, що дало змогу дослідникам простежити популяцію та її зміни в часі. З погляду фізичної антропології населення алди-бельської культури, яке проживало в гірських районах Алтаю і Саян (центральна Тува), було тісно пов'язане з ранніми скіфами Північного Алтаю.

## Споріднені культури
На додаток до спорідненості з сусідніми культурами майемирською та тасмолинською, багато структурних і художніх подібностей Алди-Бельської культури спостерігаються далі на захід, до комплексів Тагіскен і Уйгарак у Центральній Азії.
На думку Д. Г. Савінова, широкий регіон від центрального Казахстану до Єнісею був охоплений не виявленими археологічними міграціями, головним чином із заходу на схід. Деяка частина цього населення, найпомітніша в тасмолинській культурі, злилася з новою Алди-Бельською культурою. 